# Наташа Саад
Наташа Саад (Natasja Saad), известна също като Литъл Ти (Little T) или само Наташа, е датска реге и рап-изпълнителка.
Бащата на Наташа е суданец, а майка ѝ Кирстине Саад е датска фотографка.
Тя загива на 24 юни 2007 г. при автомобилна катастрофа в Кингстън, Ямайка. Приятелката ѝ датската певица Карен Мукупа също е в колата, но е ранена леко. Наташа незабавно е откарана в болница заедно с другите ранени, където е регистрирана смъртта ѝ.
Погребана е в Assistens Kirkegård – копенхагенското гробище за творци и новатори, където почиват също Ханс Кристиан Андерсен, Сьорен Киркегор и Нилс Бор.

## Творчество
- Colors of my mind 12" (Mega Records)
- Real Sponsor 12" (Food Palace Music)
- Summer Cute 7" (Food Palace Music)
- Release Album (Playground music 2005)
- My Dogg /45 Questions (Tuff Gong Distr.)
- Op med Hovedet – cd single (Copenhagen Records)
- Købmanden (BMG)
- Calabria
- Long time 7" (Sly & Robbie)